# Angela Williams
Angela Williams (Bellflower (California), Estados Unidos; 30 de enero de 1980) es una atleta estadounidense, especialista en la prueba de 4 x 100 m, en la que ha logrado ser subcampeona mundial en 2003.

## Carrera deportiva
En el Mundial de Mundial de París 2003 ganó la medalla de plata en los relevos 4 x 100 metros, con un tiempo de 41.83 segundos, tras Francia y por delante de Rusia, siendo sus compañeras de equipo: Chryste Gaines, Inger Miller y Torri Edwards.